# Vejer de la Frontera
Vejer de la Frontera är en ort och kommun i provinsen Cádiz i den autonoma regionen Andalusien i södra Spanien. Orten ligger cirka 42,5 kilometer sydost om Cádiz. Kommunen har 12 915 invånare (2024), på en yta av 264,58 km².
Närmaste flygplats är Jerez som ligger cirka 71 kilometer bort. Det finns ett lokalt bussnät samt linjer till Cádiz.